# Tailly, Somme
Tailly là một xã ở tỉnh Somme, vùng Hauts-de-France, Pháp.

## Địa lý
A small village Xã này có cự ly khoảng 12 dặm Anh về phía đông nam của Abbeville, trên đường D901.

## Dân số
| 1962                                                  | 1968 | 1975 | 1982 | 1990 | 1999 |
| ----------------------------------------------------- | ---- | ---- | ---- | ---- | ---- |
| 62                                                    | 73   | 60   | 51   | 72   | 64   |
| Số liệu dân số từ năm 1962, dân số không tính hai lần |      |      |      |      |      |